# Jakkarin Kaewprom
Jakkarin Kaewprom (thailändisch จักรรินทร์ แก้วพรม; * 9. Dezember 2005) ist ein thailändischer Fußballspieler.

## Karriere
Jakkarin Kaewprom erlernte das Fußballspielen in den Jugendmannschaften von Buriram United und dem Ratchaburi FC. Im Sommer 2024 nahm ihn der Drittligist Dome FC unter Vertrag. Mit dem Verein aus Pathum Thani spielte er elfmal in der Central Region der Liga. Nach einer Spielzeit wechselte er in die Hauptstadt Bangkok zum Zweitligisten Kasetsart FC. Sein Zweitligadebüt gab Kaewprom am 17. August 2025 (1. Spieltag) im Auswärtsspiel gegen den Chiangmai United FC. Bei dem 1:1-Unentschieden wurde er in der 83. Minute für Nattapon Thaptanon eingewechselt.

## Sonstiges
Jakkarin Kaewprom ist der Sohn von Jakkaphan Kaewprom.